# 罗文皂镇
罗文皂镇是中华人民共和国山西省大同市阳高县下辖的一个镇，由原罗文皂镇、太平堡村合并而来。

## 地名
大同的“皂”字地名多源于军马场，因养马士兵身着皂衣（黑色军服），从而形成以养马头姓氏命名的“皂”字地名。

## 行政區劃
罗文皂镇下辖以下地区：
罗文皂村、吴家堡村、莫家堡村、杨家堡村、柳林村、孤山村、平山村、许家园村、镇门堡村、管家堡村、陈家堡村、太平堡村、席家湾村、十九墩村、三墩村、七墩村、谢庄村和二墩村。

## 交通
- 京包铁路：罗文皂站
- 天黎高速公路
- 301省道